# Chris Dyer
Chris Dyer (Bendigo; 12 de febrero de 1968) es el exdirector de Vehicle Performance Group del equipo Renault en Fórmula 1 y exingeniero de carreras de Michael Schumacher y Kimi Räikkönen en la Scuderia Ferrari.

## Carrera

### Comienzos
Nacido en Bendigo, Victoria, Dyer trabajó con el mejor equipo de V8 Supercar, Holden Racing Team, propiedad de Tom Walkinshaw, a mediados de los años 1990 junto a pilotos como Peter Brock y Craig Lowndes. En 1997, pasó al equipo Arrows de Fórmula 1 de Walkinshaw, donde trabajó como ingeniero jefe de datos de Damon Hill. En 1998, pasó a ser ingeniero de carreras, trabajando con pilotos como Jos Verstappen.

### Ferrari
Para la temporada 2001, Dyer se mudó a la Scuderia Ferrari, trabajando como ingeniero de vehículos de Michael Schumacher, junto a Luca Baldisserri. A finales de 2002, Dyer dirigió a Schumacher en las pruebas, y después de ganar los campeonatos, en las últimas tres carreras en Monza, Indianápolis y Suzuka. Luego, Dyer dirigió al alemán para conseguir sus títulos mundiales de 2003 y 2004, apareciendo junto a él en el podio después de su triunfo en el Gran Premio de Canadá de 2003. Se citó a Dyer diciendo que «uno de los puntos fuertes de Michael es que, además de conducir rápido, comprende el coche y cómo funcionan todos los sistemas».
Luego, Dyer asumió el cargo de ingeniero de carreras de Kimi Räikkönen cuando el finlandés se mudó a Ferrari en 2007. A pesar de las sugerencias de que la pareja no siempre sacó el máximo provecho del paquete, Räikkönen se llevó el título en la última carrera por un solo punto sobre los pilotos de McLaren Lewis Hamilton y Fernando Alonso. Sin embargo, después de los decepcionantes resultados en la temporada 2008, Ferrari anunció que Dyer sería reemplazado por Andrea Stella para 2009, y el australiano ascendería a ingeniero jefe de pista.
El 4 de enero de 2011, Ferrari anunció que Dyer fue reemplazado como jefe de ingeniería de pistas de carreras por el exingeniero de McLaren, Pat Fry. Esta decisión se tomó después de que Dyer llamara a Fernando Alonso a boxes para cubrir la parada en boxes del australiano Mark Webber en el Gran Premio de Abu Dabi de 2010. Se culpó a esta decisión de costarle el título de pilotos a Alonso, a favor de Sebastian Vettel, quien se convirtió en campeón. En octubre de 2012 se anunció que Dyer se uniría al programa DTM de BMW como ingeniero jefe.

### Renault
El 4 de febrero de 2016, Renault Sport anunció que Dyer regresaría a la F1 como jefe del grupo de rendimiento de vehículos.

## Trayectoria
- 1997: ingeniero de datos de Arrows
- 1998-2000: ingeniero de carreras de Arrow
- 2001-2002: ingeniero de vehículos de la Scuderia Ferrari
- 2003-2006: ingeniero de carreras de Michael Schumacher
- 2007-2008: ingeniero de carreras de Kimi Räikkönen
- 2009-2011: ingeniero jefe de pista de Ferrari
- 2011-2012: miembro del equipo Ferrari
- 2012-2015: ingeniero jefe de BMW en el DTM
- 2016-2020: jefe del grupo de rendimiento de vehículos del equipo Renault Sport F1